# Christoph Nicolaus Leppentin

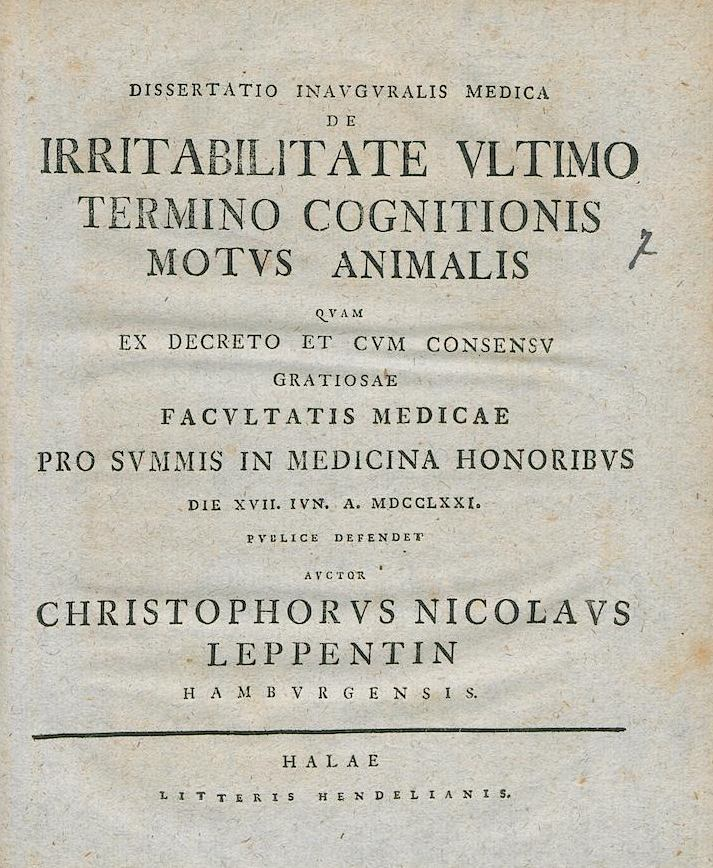
Doktorarbeit des Christoph Nicolaus Leppentin, Halle 1771

Christoph Nicolaus Leppentin (* 1736 in Hamburg; † 5. Oktober 1809 in Ludwigslust) war ein deutscher Arzt und Schriftsteller in Hamburg.

## Leben
Christoph Nicolaus Leppentin wurde als Sohn eines Hamburger Amtschirurgen geboren. Er studierte Humanmedizin an den Universitäten Göttingen, Uppsala (bei Carl von Linné) und Halle. In Halle wurde er am 17. Juni 1771 zum Dr. med. promoviert.  Sodann war er viele Jahre praktischer Arzt in Hamburg; er spezialisierte sich auf Gynäkologie und Geburtshilfe. Von 1779 bis 1781 war er Arzt des Hamburger Armeninstituts.
Angestiftet von Gottfried Joachim Pacher war er um 1791 anfänglich Mitglied einer antisemitischen Bürgergruppe zur Vertreibung des Kaufmanns Lorenz Levin Salomon Fürst aus der Hamburger Neustadt, änderte aber bald seine Haltung und wurde unter Berufung auf die aufklärerischen Ideale der Freiheit und Gleichheit zu einem wichtigen Unterstützer des Kaufmanns Fürst in einem jahrelangen Prozess vor dem Reichskammergericht.
Im Frühjahr 1803 gab er seine Praxis auf. Er zog nach Stockelsdorf bei Lübeck, im Jahr 1806 von dort aus nach Ludwigslust. Er verfasste einige gynäkologische, chirurgische und medizinische aber auch philosophische Schriften, unter anderem 1788 im Archiv für Schwärmerey. Eine Auflistung seiner Werke findet sich im „Lexikon der hamburgischen Schriftsteller“.
Von 1771 bis 1778 war Leppentin Mitglied der Hamburger Johannisloge Zur goldenen Kugel.

## Werke (Auswahl)
- Dissertatio Inauguralis Medica De Irritabilitate Ultimo Termino Cognitionis Motus Animalis. Universität Halle (Saale), 1771. (Online)
- Sammlung philosophischer Naturkentnisse für Frauenzimmer. Verlag J.G. Virchaux, Hamburg 1781. (online)